# Wirtschaft und Gesellschaft (Zeitschrift)
Wirtschaft und Gesellschaft ist der Name der 1975 gegründeten wirtschaftspolitischen Zeitschrift der Wiener Arbeiterkammer.
Die Quartalszeitschrift wird von der Abteilung Wirtschaftswissenschaft und Statistik der AK Wien redaktionell betreut. Sie umfasst pro Jahrgang etwa 600 Seiten Text und widmet sich Fragen der österreichischen und internationalen Wirtschaftspolitik und Wirtschaftstheorie. Entsprechend dem programmatisch aufzufassenden Titel der Zeitschrift erfolgt auch ein Ausgreifen in Bereiche wie Wirtschaftsgeschichte, Soziologie, Sozialpolitik und Politikwissenschaft. Hinsichtlich der Darstellungsweise wird versucht, eine Brücke zwischen Theorie und Praxis zu schlagen und auch einschlägig interessierte Leser ohne mathematische Spezialkenntnisse anzusprechen.
Am Beginn jeden Heftes steht ein Editorial mit aktuellen Bezügen. Vier bis fünf Hauptartikel werden ergänzt durch zahlreiche und zum Teil sehr ausführliche Rezensionen neuerer Fachliteratur.
Das Archiv der Zeitschrift seit 1987 steht im Internet im PDF-Format zur Verfügung.